# Plagiobrissus jullieni
Plagiobrissus is een zee-egel uit de familie Brissidae.
De wetenschappelijke naam van de soort werd in 1889 gepubliceerd door Cotteau.